# Port lotniczy Zhangjiakou
Port lotniczy Zhangjiakou (IATA: ZQZ, ICAO: ZBZJ) – port lotniczy położony w Zhangjiakou, w prowincji Hebei, w Chińskiej Republice Ludowej.

## Linie lotnicze i połączenia
| Linia Lotnicza           | Kierunek                             |
| ------------------------ | ------------------------------------ |
| Beijing Capital Airlines | 1. Guangzhou 2. Shijiazhuang         |
| China Eastern Airlines   | 1. Szanghaj-Pudong                   |
| China Express Airlines   | 1. Chongqing 2. Shijiazhuang         |
| Hebei Airlines           | 1. Hangzhou 2. Shijiazhuang          |
| Spring Airlines          | 1. Szanghaj-Hongqiao 2. Shijiazhuang |